# Julio Simón
Julio Héctor Simón (Buenos Aires, 12 de agosto de 1940 - Marcos Paz, 25 de marzo de 2025), conocido como "el Turco Julián", fue un integrante de la Policía Federal Argentina que actuó como represor y torturador en el centro clandestino de detención «El Olimpo» durante la dictadura autodenominada Proceso de Reorganización Nacional (1976-1983). En 2025, falleció mientras cumplía su condena por crímenes de lesa humanidad en la Unidad N.º 34 del Servicio Penitenciario Federal, en Campo de Mayo.

## Biografía
Simón nació 1940 en la ciudad de Buenos Aires, e inicialmente solicitó su ingreso a la Armada Argentina siendo muy joven, cumpliendo con cuatro años de servicio en esa institución. Tras su paso por la marina, se decantó por pedir su pase a la Policía Federal Argentina, que lo incorporó como sargento en 1967.
Durante la dictadura autoproclamada Proceso de Reorganización Nacional, fue asignado al centro clandestino de detención «El Olimpo», como torturador, además de ser el comandante de grupos de tareas encargados de secuestros. Es de público conocimiento su simpatía hacia el fascismo y el nazismo, y que llevaba una cruz esvástica como llavero. En 2006 fue condenado por la justicia argentina a 25 años de prisión por delitos de lesa humanidad, por lo que se encontraba detenido en la Unidad 34 de Campo de Mayo. 
El Turco Julián llegó a declarar que:

El criterio general era matar a todo el mundo.

Tras el regreso de la democracia en Argentina en 1983, y ante el temor de posibles causas penales, Simón se radicó en Brasil, donde trabajó como vigilante y guardaespaldas. Decidió radicarse nuevamente en el país una vez que se sancionaron las leyes de Punto Final y Obediencia Debida, lo cual lo reveló él mismo en una intervención televisiva en la década de 1990, cuando no existía ningún tipo de información de su paradero.
La condena del Turco Julián fue la primera luego de que, en el año 2003, el Congreso anulara las leyes de Punto Final y Obediencia Debida, que impidieron juzgar a los responsables de crímenes de lesa humanidad durante la última dictadura. El fallo fue dictado por el juez federal Gabriel Cavallo. El abogado de Simon, el Mayor Auditor del Ejército Jorge Humberto Appiani (hoy condenado por delitos de lesa humanidad)  apeló la sentencia del Juez Cavallo pero la Corte Suprema de Justicia validó la constitucionalidad de esas normas y declaró la invalidez de las leyes de Obediencia Debida y Punto Final (precisamente, en el Caso Simón). (diario judicial.  Apelaron el fallo de Cavallo 13 de marzo de 2001 www.diario judicial.com) 
El 4 de agosto de 2006 fue condenado por el Tribunal Oral Federal N.º 5 de la Capital Federal a 25 años de prisión, por la detención ilegal y los tormentos infligidos a José Poblete y Gertrudis Hlaczik y por la ocultación de una menor, hija del matrimonio, que en ese momento tenía ocho meses de edad (Causas 1056/06 y 1207/06).
Luego, fue sentenciado a 23 años de prisión en la causa conocida como "Batallón 601", por los secuestros, las torturas y la desaparición forzada de personas, al regresar al país, en 1979 y 1980.
En el año 2011, fue juzgado junto a otros represores por los hechos cometidos contra 181 víctimas en los tres centros clandestinos de detención (CCD) dependientes del I Cuerpo del Ejército (Atlético, Banco y el Olimpo), que conformaban el Circuito ABO. Fue condenado a prisión perpetua e inhabilitación absoluta perpetua. 
Tras esta última condena, Simón pasaría los últimos años de su vida en prisión. En el 2017, con el Caso Muiña, se vaciló con una posible prisión domiciliaria; sin embargo, esto no prosperó. 
Julio Héctor Simón, alias "El Turco Julián", ex sargento de la Policía Federal Argentina, condenado a prisión perpetua por los hechos ocurridos en el Circuito ABO, falleció el 25 de marzo de 2025, casualmente un día después del Día por la Memoria, Verdad y Justicia, que se conmemora todos los 24 de marzo en Argentina como recuerdo del último golpe de Estado acontecido. 

### Antisemitismo
Según varios testigos, "el Turco Julián" portaba cruces esvásticas y se ufanaba de su antisemitismo mientras torturaba a sus víctimas judías. Según Jorge Augusto Taglioni, un director de cine que fue secuestrado junto a su mujer embarazada en julio de 1978, se colocaba una "banderita nazi" como brazalete y mostraba mayor ensañamiento en las torturas a los detenidos judíos que estaban ilegalmente detenidos en el centro clandestino de detención "El Olimpo".